# ペロロサウルス
ペロロサウルス（Pelorosaurus　"怪物のようなトカゲ"の意味）は巨大な草食の恐竜である。最初に発見された竜脚類の一つである。白亜紀前期、1億3800万年前-1億1200万年前に生息していた。ペロロサウルスとされる化石はイングランドとポルトガルで発見されている。体長は約16 mであった。
ペロロサウルスが正当な属であるか、もしそうだとしてこれに含めてあるうちのどれが正当な種であるかは問題が多い。ペロロサウルスの最初の種である P. conybeariは別個に見つかった上腕骨と椎骨に基づいており、このうち後者はこの種のタイプ標本とされ、上腕骨はこの属のホロタイプともされている。2つの標本は同じ動物のものではないかもしれない。さらにいえばP. conybeariはケティオサウルスの種C.brevisのシノニムかもしれない。後に多くの種がペロロサウルスとされたが、今日ではほとんどは別の恐竜とみなされている。 そのような後に追加された種のうちで、唯一未だ別属とはされていないものであるP. becklesiは仙椎、骨盤、および四肢の小片と六角形の鱗で覆われた皮膚の印象で知られる。

## 歴史

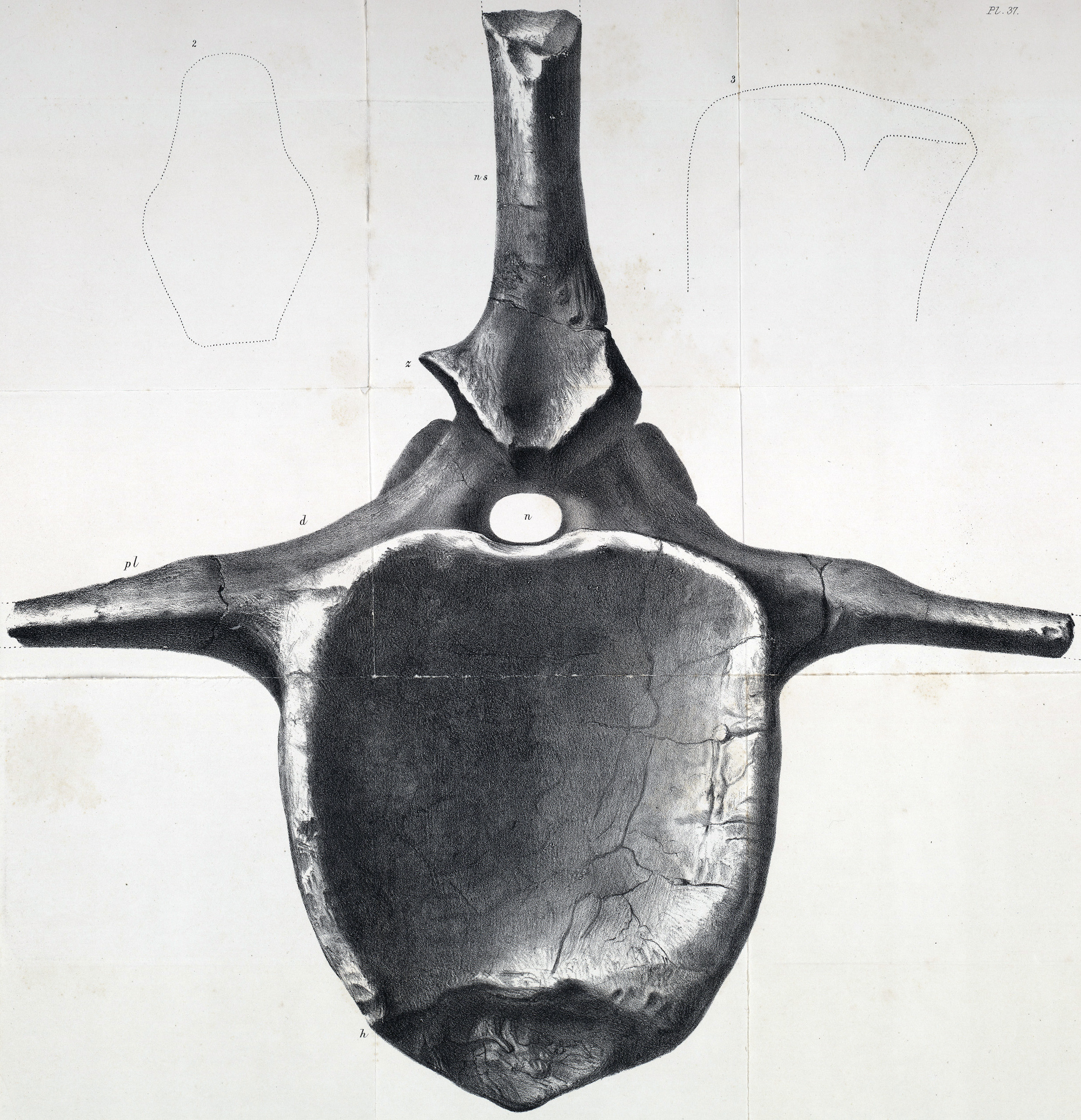
BMNH R28633, one of nine caudal vertebrae in 1853 referred by Owen to P. conybeari

ペロロサウルスは最初に発見された竜脚類ではないが、最初に恐竜であると同定された竜脚類である。リチャード・オーウェンはケティオサウルスを1841年に発見しているが、誤ってワニに似た巨大な海棲爬虫類であると同定してしまったためである。マンテルはペロロサウルスは恐竜で陸生であると同定した。
ペロロサウルスとケティオサウルスの分類の歴史は、 Taylor and Naishなどの総説で記されているように、非常に混乱している。1842年オーウェンは白亜紀前期からのいくつかの標本に基づいて、数種のケティオサウルスの種を命名した。その一つであるC. brevisは、1825年にクックフィールド（en）近くのJohn KingdonのHastings Beds Groupで見つかった4つの尾椎骨であるBMNH R2544–2547、3つの血道弓（en）であるBMNH R2548–2550の竜脚類の化石に基づいている。しかしなら他にはワイト島のサンドウベイ（Sandow Bay）で見つかったBMNH R10390やHastings近くで見つかったBMNH R2133とR2115のように、実際にはイグアノドン科のメンバーに属する化石も使われていたのである。オーウェンがイグアノドン科の骨をケティオサウルスと誤って識別してしまったことに注視して、1849年にアレクサンダー・メルヴィル（Alexander Melville ）は竜脚類のものをCetiosaurus conybeariに改名した。
ギデオン・マンテルは1859年にC. conybeariはケティオサウルスとは別属にするだけの差があり、新たな属が必要だと考え、新たな名前Pelorosaurus Conybeareiを与えた。マンテルはもともと1849年11月に、"Colossosaurus"の名を使用した。しかしkolossosがギリシャ語で"巨人"ではなく"像"の意味だと気づき考えを変えた。ペロロサウルスの属名はギリシャ語で"怪物"を意味するpelorから来ている。さらに彼はウィリアム・ダニエル・コニベア（en）に敬意を表して、種名をConybeareiと名づけたが、今日の規則の下では大文字なしで書かれるため、オリジナルのconybeareiに優先権がある。マンテルはC. brevisの竜脚類資料をPelorosaurus conybeariのタイプ標本に使用したのみでなくmiller Peter Fullerによって同じ場所で発見された巨大な上腕骨、BMNH 28626もタイプ標本に使用した。この標本は椎骨からたった数mしか離れていないところから発見されたもので、彼はこれらを同じ個体のものと推定した。マンテルは8ポンドで化石を手に入れた。上腕骨は明らかに垂直に体の重量を支えるように成形され、髄腔をもつことが推定され、これらはペロロサウルスが陸生動物であることを示すものだった。これが個別の属としての名づけられたことの主な動機である。しかしながら、その後まもなくマンテルのケティオサウルスの仙椎の研究の結果、これも陸生のものであることがわかった。

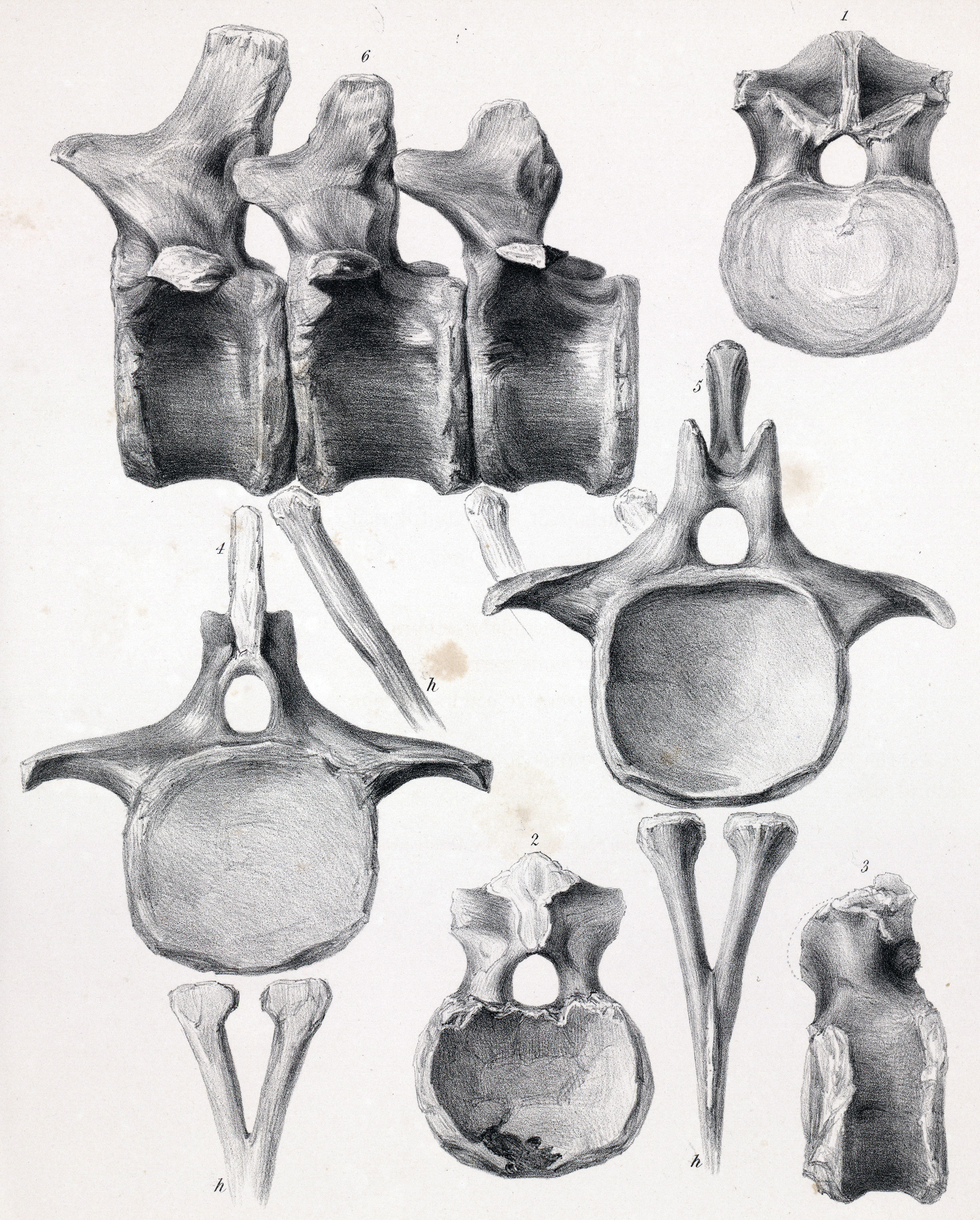
The caudal sauropod vertebrae that form the type specimen of C. brevis

オーウェンはメルヴィルとマンテルによる彼のCetiosaurus brevisを"阻止する"試みに強く心引かれた。1853年の発表で、オーウェンは公然と自分の元の間違いを認めることを避けながら、彼の視点においてだが、事実をまっすぐに整えようとした。最初にオーウェンは、メルヴィルの改名の主な動機は通称brevis、つまり"短い"が間違いと推定されること、なぜなら動物の全長はこのような限られた化石から推定することができないからだと示唆した。オーウェンは、分類学に精通されている者であれば誰もが、全体としての動物ではなく、脊椎そのものが"短い"ことに基づいていることを理解しているであろうと指摘した。さらにこれに続くページで、明らかにこの問題と分けて、オーウェンは自身の1842年の発表での記載が不十分であったことで、結果として単に裸名（Nomen nuduam）をもたらしたとして、現在では竜脚類のものとされる資料でCetiosaurus brevisという有効な名前を作った。
このことはマンテルによって名づけられた新属についての問題を残した。オーウェンは単純に上腕骨のみをPelorosaurus conybeariを表すホロタイプとすることでこれを解決した。 著しいことに、1859年オーウェンはイグアノドン科の椎骨である標本BMNH R1010 とR28635をC. brevisとする過ちを再び犯した。
1853年、オーウェンは結局、他のいくつものイグアノドン科の椎骨とともにそれらをペロロサウルスに割り当てることを提案する、マンテルがかつて彼の収集物においてそのようにラベルしたからである。オーウェンはペロロサウルスという名前がC. brevisの資料につながっていることに気づかなかった結果の単なる誤りであることを示唆した。

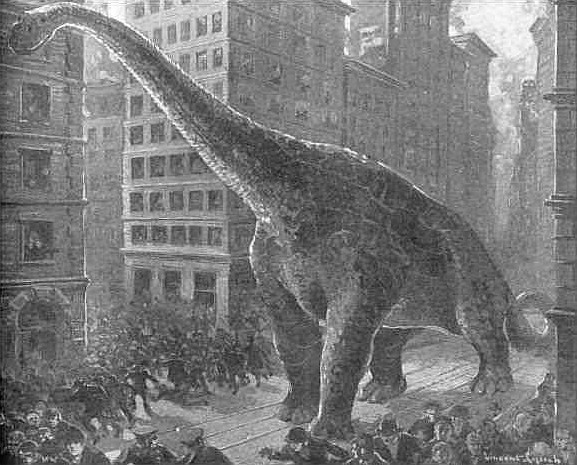
Fanciful 1914 restoration of Pelorosaurus by Vincent Lynch

オーウェンの解釈は、一般的によく二十世紀にまで受け入れられた。しかしながら、1970年ジョン・オストロムとRodney Steelの両名は1842年C.brevisはまだ裸名であったというオーウェンの主張は、タイプ標本を変更するための分かりきった試みとして現在の基準では認められず、
拒絶されるべきであることを理解していた。しかし同じ基準でメルヴィルの改名も間違いであり、Cetiosaurus brevisという名前は"有効"でメルヴィルは単に一連のシンタイプの中からイグアノドン科由来のものを除き、竜脚類の骨からレクトタイプを選定すればよいだけのことであった。一連の標本のイグアノドン科のものでない竜脚類の骨はC. brevisの名を保持していただろう。したがって、Cetiosaurus conybeariはC.brevisの客観異名であり、すなわち、C.brevisは古い名前だというだけでなく、C. conybeariはまったく同じ化石に基づいた新しい名前でもあり、無効な名前である。 C. conybeariはこのように不要名（Nomen vanum ）であり、誤って改名されたものである。結果としてPelorosaurus conybeari もまたC.brevisの客観異名である。
21世紀初頭、C. brevisをケティオサウルス属のタイプ種とみなす研究者もいたことで問題はさらに混迷した。この場合において、ケティオサウルスが長年考えられてきたようにジュラ紀中期のものでないことになり、規則的に白亜紀前期のはるかに異なった竜脚類のシノニムになる。 しかしながらさらなるケティオサウルスの分類研究の結果、ケティオサウルスのタイプ種はC. brevisでなくC. mediusであることが示された。
ペロロサウルスの分類上の地位は結果として多くの問題を抱えている。規則的にはCetiosaurus brevisはそのタイプ種である。結果としてフォン・ヒューネによって1927年に既に選ばれている新しい組み合わせPelorosaurus brevisが解決策かもしれない。対案としてPaul UpchurchとJohn Martinによって2003年に示された上腕骨をPelorosaurus conybeariのネオタイプとすることが受け入れられるかもしれない。 このように多くのソースがBMNH 28626がペロロサウルス属の属のホロタイプであることを示唆する。ペロロサウルスの地位は疑問名（nomen dubium）の属であるとする研究者たちによってさらに侵食されている。

## タイプ種以外の種
1850年以降より多くの標本がペロロサウルス、ケティオサウルスとされており、これらは広く研究、科学文献に報告されてきた。 緩やかであるがヨーロッパの白亜紀からの不完全な竜脚類はペロロサウルスに、ジュラ紀のイングランドの断片的な竜脚類の資料はケティオサウルスに包含する傾向が発展した。ペロロサウルスはこのように典型的なこの時代のヨーロッパの竜脚類のゴミ箱分類群enになってしまった。しかしながら、近年、混乱を是正する研究が多く行われている。

### ペロロサウルスの新種

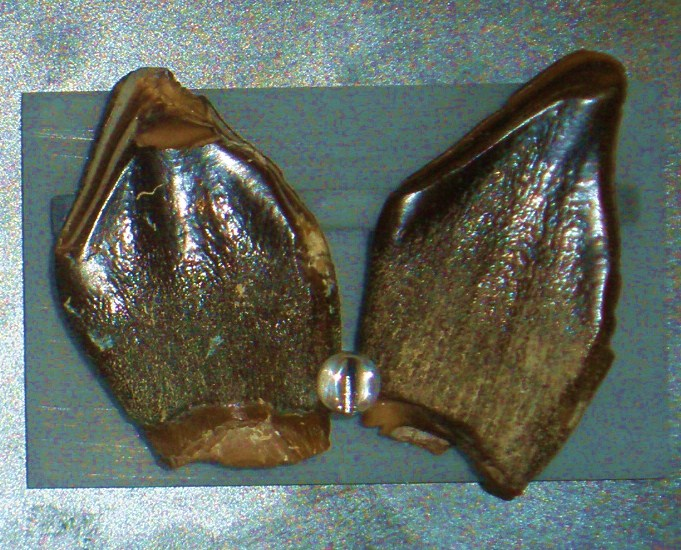
Teeth assigned to Pelorosaurus

この時期にペロロサウルスとされた種のひとつは全く新しいものであった。1952年マンテルはHastings近くで発見された上腕骨(BMNH R-1868)、尺骨と橈骨に基づいてPelorosaurus becklesiiを命名している。種小名は化石収集家のSamuel Husband Becklesに献名されている。この標本は大きな6角形の鱗のある皮膚の印象を含んでいる。現在では、これらの3つの標本はBMNH 28626ともCetiosaurus brevisともつながりが無いと考えられている。"Pelorosaurus" becklesiは現在では単一の"i"でつづられるが、異なるティタノサウルス形類である可能性が高く、未だ名付けられていない新たな属に含まれるべきものであろう。混乱することにこの種は1889年オスニエル・チャールズ・マーシュは同年リチャード・ライデッカーがCetiosaurus brevisと同種であると考えて設けた組み合わせMorosaurus brevisにちなんでモロサウルス（en）の種Morosaurus becklesiiとしてしまった、しかしPelorosaurus conybeariとは異なり、今日の解釈ではありえない。
未定義の種Pelorosaurus sp.に対し5つの標本が 割り当てられておりとされており、この標本含まれるのはフランスからの歯、骨の破片、肩帯およびイングランドからの2つの標本 、そしてもっとも注目すべきは1894年にBuckinghamshireで発見された4つの胃石BMNH R2004/BMNH R2565である。

### ペロロサウルスだとされた既存の種
他の属のものとして命名された種で、後に見直しを受けてペロロサウルスに含められたものがいくつかある。これは発見された順にPelorosaurus hulkei, Pelorosaurus armatus, Pelorosaurus leedsi, Pelorosaurus humerocristatus, Pelorosaurus praecursorおよびPelorosaurus mackesoniである。これらの同定はどれも今日では正しいとみなされていない。

### 種の一覧
- Cetiosaurus brevis Owen 1842 (type) = Cetiosaurus conybeari Melville 1849, = Pelorosaurus conybearei (Melville 1849) Mantell 1850, = P. brevis (Owen 1842) von Huene 1927, = Ornithopsis conybearei (Melville 1849) von Huene 1929
- P. becklesii Mantell 1852
- P. manseli Hulke 1874 (nomen dubium) = (possibly) en:Ischyrosaurus manseli, Ornithopsis manseli and Morinosaurus typus
- P. humerocristatus (Hulke 1874) Sauvage 1887 = Duriatitan humerocristatus.
- P. armatus (Gervais 1852) Lydekker 1889 = Oplosaurus armatus
- P. hulkei (Seeley 1870) Lydekker 1889 = Ornithopsis hulkei
- P. leedsii (Hulke 1887) Lydekker 1890 (nomen dubium) = Ornithopsis leedsii
- P. praecursor (Sauvage 1876) Sauvage 1895 = en:Neosodon praecursor
- P. mackesoni (Owen 1884) Steel 1970 (nomen dubium) = en:Dinodocus mackesoni
- P. megalonyx (Seeley 1869) Olshevsky 1991 (nomen dubium) = Gigantosaurus megalonyx

## 系統
マンテルは初めに恐竜とペロロサウルスの関係を示唆した。1852年 Friedrich August Quenstedtは公式に恐竜に分類した。
予想通り、オーウェンは初めこの分類を拒絶し、1859年までワニ目のメンバーだと考えていた。
1882年アンリ・エミール・ソヴァージュ（en）は初めて竜脚類に分類した。このグループは未だ不十分にしか知られておらず、より正確な分類を確定するにのは難しく、1927年にフォン・ヒューネによりブラキオサウルスとの関係が理解されるまでにアトランとサウルス科（en）、カルディオドン科（en）、ケティオサウルス科（:en）およびモロサウルス科（en）への所属が示唆され、現在ではブラキオサウルス科（Brachiosaurinae）に配置されている。
この属はそれ以降は広くブラキオサウルス科のメンバーであるとみなされた。上腕骨は長さ137 cmで、非常に細長く、かつ力強く典型的なブラキオサウルス科の特徴、つまり相対的に長い前肢を持つことを示す。脊椎または上腕骨の質については不確実性があり、より分析すべきであり、両者とも同じタクソンに属している必要性はないが、その場合いかなる結論も確実性を持てない。しかしながら、近年これらの資料はもっと一般的にティタノサウルス形類（en）に配置される。

## 参照
1. ↑  Owen, R. (1842). "Report on British fossil reptiles, Part II." Reports of the British Association for the Advancement of Science, 11: 60-204.
2. ↑  Melville, A.G. 1849. "Notes on the vertebral column of Iguanodon", Philosophical Transactions of the Royal Society of London, 139: 285-300
3. 1 2 3 4  Taylor, M.P. and Naish, D. (2007). "An unusual new neosauropod dinosaur from the Lower Cretaceous Hastings Beds Group of East Sussex, England." Palaeontology, 50(6): 1547-1564. doi:10.1111/j.1475-4983.2007.00728.x
4. ↑  Mantell, G.A. (1850). "On the Pelorosaurus: an undescribed gigantic terrestrial reptile, whose remains are associated with those of the Iguanodon and other saurians in the strata of Tilgate Forest, in Sussex." Philosophical Transactions of the Royal Society of London, 140: 379-390.
5. 1 2  Owen, R., 1853, Monograph on the fossil Reptilia of the Wealden and Purbeck formations, Palaeontological Society, London
6. ↑  Owen, R., 1859, Monograph on the fossil Reptilia of the Wealden and Purbeck formations. Supplement no. II. Crocodilia (Streptospondylus, etc.). [Wealden.] The Palaeontographical Society, London 1857: 20-44
7. ↑  Upchurch P & Martin J (2003). “The Anatomy and Taxonomy of Cetiosaurus (Saurischia, Sauropoda) from the Middle Jurassic of England”. Journal of Vertebrate Palaeontology 23 (1):  208–231. doi:10.1671/0272-4634(2003)23[208:TAATOC]2.0.CO;2.
8. ↑  Upchurch, P.; Martin, J.; and Taylor, M. (2009). “Case 3472: Cetiosaurus Owen, 1841 (Dinosauria, Sauropoda): proposed conservation of usage by designation of Cetiosaurus oxoniensis Phillips, 1871 as the type species” (pdf). Bulletin of Zoological Nomenclature 66 (1):  51–55.
9. ↑  Quenstedt, F.A., 1852, Handbuch der Petrefaktenkunde, 1st edition. H. Laupp'schen, Tübingen pp. 1-792

- Cadbury, D. (2001). The Dinosaur Hunters, Fourth Estate, Great Britain.
- R. Lydekker. 1889. Note on some points in the nomenclature of fossil reptiles and amphibians, with preliminary notices of two new species. Geological Magazine, decade 3 6:325-326
- F. v. Huene. 1927. Sichtung der Grundlagen der jetzigen Kenntnis der Sauropoden [Sorting through the basis of the current knowledge of sauropods]. Eclogae Geologica Helveticae 20:444-470
- R. Steel. 1970. Part 14. Saurischia. Handbuch der Paläoherpetologie/Encyclopedia of Paleoherpetology. Gustav Fischer Verlag, Stuttgart 1-87
- F. v. Huene. 1909. Skizze zu einer Systematik und Stammesgeschichte der Dinosaurier [Sketch of the systematics and origins of the dinosaurs]. Centralblatt für Mineralogie, Geologie und Paläontologie 1909:12-22
- R. Lydekker. 1893. On two dinosaurian teeth from Aylesbury. Quarterly Journal of the Geological Society of London 49:566-568
- Upchurch, P., Mannion, P. D. & Barrett, P. M. 2011. Sauropod dinosaurs. In Batten, D. J. (ed.) English Wealden Fossils. The Palaeontological Association (London), pp. 476–525.